# Milan Budisavljević
Milan plemeniti Budisavljević (Vrelo Koreničko, 12. ožujka 1874. – Srijemski Karlovci, 21. veljače 1928.) je bio hrvatski književnik (srpske narodnosti), profesor i prevoditelj. Iz ugledne je ličke obitelji Budisavljević.

## Životopis
Srednji je sin popa Jove, braća su mu bila Petar i Budislav Budisavljević (najstariji brat), a sestra Darinka je bila žena svećenika Mirka Petrovića. Predjed mu je bio Mijat Budisavljević. Osnovnu školu završio je u Vrhovinama, a gimnaziju u Gospiću i Srijemskim Karlovcima (1886-1894). Dok je pohađao gimnaziju, izabrala ga je Matica srpska za stipendistu iz Zadužbine Nestora Dimitrijevića. Ovu stipendiju primao je dok nije diplomirao - studij klasičnog jezikoslova na Filozofskom fakultetu u Zagrebu. Kao student ispomagao se radeći kao pomoćni učitelj u zagrebačkoj donjogradskoj gimnaziji. Stekavši diplomu službovao je kao gimnazijski učitelj u Gornjem Karlovcu (1899-1900) i Gospiću (1900-1903). Tu se 1902. oženio licejkom Nedeljkom Kalinić, s kojom je imao tri sina i kćerku. Od 1903. odlazi za profesora Karlovačke gimnazije u kojoj je kao profesor klasičnog jezikoslovlja i srpskohrvatskog jezika ostao sve do smrti.
Osim profesure bavio se i književnim i prevodilačkim radom. Pisao je pripovijetke, književnopovijesne članke i prikaze dijela pojedinih pisaca (Anton Aškerc, Jovan Jovanović Zmaj, Ksaver Šandor Đalski, France Prešern, Milan Begović, Marko Car, Vojislav Ilić, Ivo Vojnović, Laza Kostić i dr.) Književnim prilozima surađivao je u Vijencu, Životu, Brankovom kolu, Hrvatskoj njivi, Bosanskoj vili, sarajevskoj Nadi, Letopisu Matice srpske, Carigradskom glasniku... U periodu od 1905. – 1912. bio je urednik Brankovog kola s Perom Markovićem, a od 1906. – 1912. sam. Od 1905. član je Književnog odjeljenja Matice srpske, a zatim je stalno biran za člana Matičnog Književnog odbora. Kao član Srpske samostalne stranke dva puta je biran u Srpski narodno-crkveni sabor. Pripovijetke piše većinom o teškom životu žitelja Gornje krajine, ali i radove o jezikoslovnim pitanjima, komparativne rasprave (Ilijada u pogledu kosovskih pjesama). Prvu pripovijetku Muhamedanče objavio je 1892. u Bosanskoj vili, a sve do 1905. objavljuje radove i u drugim časopisima.
Napisao je dvije knjige pripovijedaka Bijedni ljudi (Zagreb, 1899.) i Tmurni dnevi (Mostar, 1906.) u kojima iznosi život krajiške sredine. U Glasniku Narodnog veća (Srijemski Karlovci, 1918.) objavio je dijelove nedovršene tragedije Momir i Grozdana. Preveo je u stihu Euripidovu tragediju Medeja (Zemun, 1920).
U Srijemskim Karlovcima je bio i upravitelj Bogoslovskog konvikta (1909. – 1928.).